# Sân bay quốc tế Cap-Haitien
Sân bay quốc tế Cap Haitien (IATA: CAP, ICAO: MTCH) là sân bay lớn thứ hai ở Haiti và nằm ở thành phố Cap-Haïtien, bắc Haiti.
Sân bay này kết nối với các sân bay quốc tế như Sân bay quốc tế Miami, Sân bay quốc tế Providenciales và các địa điểm khác ở vùng Ca-ri-bê.

## Các hãng hàng không và các tuyến điểm
- Lynx Air International (Fort Lauderdale, Miami)
- SkyKing (Providenciales)
- VolAir (Santiago, Santo Domingo, Samana)
- Caribintair (Port-au-Prince, Providenciales, Nassau)
- Tortug' Air (Port-au-Prince)

## Các hãng vận tải hàng hóa
- Missionary Flights and Services INC. (Santiago, Exuma, St. Lucie)
- Contract Air Cargo (Providenciales, Miami-Opa Loka)
- IBC Airways (Miami)